# Tony Jeffries
Tony David Jeffries (Sunderland, 2 de marzo de 1985) es un deportista británico que compitió en boxeo. Participó en los Juegos Olímpicos de Pekín 2008, obteniendo una medalla de bronce en el peso semipesado.Cuenta con un exitoso canal en Youtube donde enseña boxeo y se posiciona como el principal educador de la disciplina en el mundo.

## Palmarés internacional
| Juegos Olímpicos | Juegos Olímpicos | Juegos Olímpicos  | Juegos Olímpicos |
| Año              | Lugar            | Medalla           | Categoría        |
| ---------------- | ---------------- | ----------------- | ---------------- |
| 2008             | Pekín (China)    | Medalla de bronce | 81 kg            |